# Walter Ortega
Walter Ortega (Torreón, Coahuila; 17 de febrero de 2001) es un futbolista mexicano, juega como Defensa y su equipo actual es el Atlético Morelia de la Liga de Expansión MX.

## Trayectoria
Formación en las Chivas y Atlético de San Luis
Empezó jugando en 2016 con las fuerzas básicas del Club Deportivo Guadalajara. Tuvo participación en los equipos sub-15, sub-17, sub-20 y el equipo de Tercera División.
En 2020 pasó a la categoría sub-20 del Atlético de San Luis, teniendo actividad también en el equipo de Liga Premier. Salió a la banca en varios partidos del primer equipo pero no logró debutar en primera división.

### Cancún Fútbol Club
Para el Apertura 2022 se incorpora a Cancún FC, debutando el 13 de julio de 2022 al entrar de cambio por Carlos Prieto en una derrota de su equipo por 2-0 ante Atlante.

## Palmarés

### Títulos nacionales
| Título                            | Club   | País   | Año  |
| --------------------------------- | ------ | ------ | ---- |
| Liga de Expansión MX              | Cancún | México | 2023 |
| Campeón de Campeones Expansión MX | Cancún | México | 2024 |